# Infernal Tenebra
Az Infernal Tenebra horvát death metal zenekar.

## Története
1999-ben alakultak Pulában, az  Isztriai-félszigeten. Black metal zenekarként kezdték karrierjüket, majd az évek alatt átváltottak a melodikus death metal stílusra. Első nagylemezüket 2001-ben adták ki. Szövegeik témái: sötétség, gonosz. Lemezeiket a Massacre Records kiadó jelenteti meg. Lari Sain gitáros, Igor Jurisevic másod-gitáros, Paolo Grizonic basszusgitáros és Danijel Biloslav alapították meg a zenekart. Ez a felállás mára alaposan lecserélődött, jelenleg az eredeti tagok közül senki nem szerepel a zenekarban. Első stúdióalbumuk kiadása után tértek át a melodikus/progresszív death metal műfajra, Paolo és Igor Jurisevic ezt követően elhagyták a zenekart. Második stúdióalbumuk 2007-ben került a boltok polcaira. 2012-ben és 2016-ban is megjelentettek nagylemezeket.
2018 májusában először Magyarországon is felléptek, a Six Feet Under vendégeként. A SFU további vendégei a német "Critical Mess", az amerikai "Morose Vitality" és a szintén amerikai "Dead Eyes Always Dreaming" zenekarok voltak.

## Tagok
- Darko Etinger - ének, gitár
- Ivo Petrovic - gitár (2009-)
- Sebastian Stell - dobok (2013-)
- Viktor Sincic - basszusgitár (2015-)

Volt tagok:
- Danijel Bijoslav - ütős hangszerek
- Lari Sain - elektromos gitár, ének
- Alex Paoletic - billentyűk
- Enver Jurdana - ének
- Jan Jukin - ének
- Igor Jurisevic - elektromos gitár

## Diszkográfia
Stúdióalbumok
- Beneath the Twilight (2001)
- The Essence of Chaos (2007)
- New Formed Revelations (2012)
- As Nations Fall (2016)

Egyéb kiadványok
- Live Apocalypse (koncert-demó, 2002)
- The Bitter Taste of Experience (kislemez, 2002)
- Beyond the Live Side (demó, 2003)